# Есперенс (містечко, Нью-Йорк)
Есперенс (англ. Esperance) — місто (англ. town) в США, в окрузі Скогарі штату Нью-Йорк. Населення — 1806 осіб (2020).

## Демографія
Згідно з переписом 2010 року, у місті мешкало 2076 осіб у 835 домогосподарствах у складі 573 родин. Було 915 помешкань
Расовий склад населення:
| - 96,9 % — білих - 0,8 % — чорних або афроамериканців - 0,2 % — корінних американців - 0,2 % — азіатів |

До двох чи більше рас належало 1,5 %. Частка іспаномовних становила 2,3 % від усіх жителів.
За віковим діапазоном населення розподілялося таким чином: 22,6 % — особи молодші 18 років, 63,5 % — особи у віці 18—64 років, 13,9 % — особи у віці 65 років та старші. Медіана віку мешканця становила 42,0 року. На 100 осіб жіночої статі у місті припадало 101,6 чоловіків;  на 100 жінок у віці від 18 років та старших — 101,9 чоловіків також старших 18 років.
Середній дохід на одне домашнє господарство  становив 69 744 долари США (медіана — 57 734), а середній дохід на одну сім'ю — 73 658 доларів (медіана — 68 571). Медіана доходів становила 47 083 долари для чоловіків та 40 179 доларів для жінок. За межею бідності перебувало 10,2 % осіб, у тому числі 15,2 % дітей у віці до 18 років та 4,3 % осіб у віці 65 років та старших.
Цивільне працевлаштоване населення становило 805 осіб. Основні галузі зайнятості: освіта, охорона здоров'я та соціальна допомога — 24,0 %, роздрібна торгівля — 13,4 %, публічна адміністрація — 12,2 %.